# Castell de Mujal
El Castell de Mujal és un edifici del municipi de Navars (Bages) declarat bé cultural d'interès nacional.

## Descripció
Se situa al sud-oest del nucli urbà, damunt d'un petit turó al lloc de Mujal. L'edifici actual es correspon a una estructura de casa forta, de planta quadrada, que tindria la base baix-medieval amb reparacions d'època moderna i contemporània.
La teulada és a doble vessant i carener paral·lel a la façana principal. Està feta amb carreus de pedra, els carreus dels angles són més ben tallats. La porta és d'arc de mig punt amb grans dovelles de pedra. L'aspecte de l'aparell canvia a la part superior de l'edifici, aquí és de factura més irregular. Les obertures en un principi devien ser petites, actualment són de grans dimensions i de distribució caòtica en la façana (les de la part superior han estat parcialment tapiades). Les finestres i balcons que hi ha actualment són d'època moderna i contemporània. Destaca la finestra que hi ha just a sobre de la porta pel guardapols que l'emmarca. Al costat de la casa hi havia un cobert destinat a guardar els estris per treballar el camp.
Possiblement l'edifici aprofitaria part d'algun dels murs de tancament medievals.

## Història
El Mujal -també dit "el Mojal" i "el Mujalt"- sofrí grans trastorns el segle xix, puix que -segons Llorens i Solé- "és memorable la sortida del 10 d'agost de 1822 en la que la milicianada nacional de Cardona va cremar les cases de pagès dels seus voltants, havent estat una de les més castigades la d'El Mojal.".
L'edifici que ha arribat fins als nostres dies mostra desigualtats constructives, segons èpoques distintes; tanmateix, conserva un port noble, pel carruatge d'antigor, el portal adovellat i alguns altres elements, com el guardapols de la finestra principal.
El castell de "Muial" fou esmentat la primera meitat del segle xii, arran la mort del Comte de Cerdanya, Conflent i Berguedà, Bernat Guillem. L'herència passà al Comte de Barcelona, aleshores, Ramon Bernat, fill d'Ermessendis. Aquest prestà al Comte barceloní, Ramon Berenguer III, la fidelitat pel Mujal.
Poc temps després, el gener de 1135, el mateix Ramon Berenguer feu el jurament per "Muial" a Ramon Berenguer IV.
El 1358 "Bernardus de Turri, civis Minorise" ens informa que a la "quadra de Mugall" hi ha nou focs. El 1370, els consellers de Manresa -que tenien la jurisdicció de Castelladral, Súria, Castellar i el Saguer- vengueren la jurisdicció de Santa Creu de Mujal a Ramon de Peguera. El 1365-1370, les "parròquies de Sancta Creu dez Mujal e de Sent Genís de Malasadella" sumaven tretze focs "de ciutadans".
La família Peguera, que des del 1370 tenia la possessió dels termes del Mujal i Maçadella, va adquirir la de Castelladral. Fou, doncs, durant molt de temps, propietat de la família Peguera: així, era senyor del Mujal en Joan de Peguera (mort el 1437).
L'any 1831, se sap, que aquest castell pertanyia al Baró de Balsareny.